# آرتور جانستون (تنظیم‌کننده)
آرتور جانستون (انگلیسی: Arthur Johnston؛ ۱۰ ژانویهٔ ۱۸۹۸ – ۱ مهٔ ۱۹۵۴) یک موسیقی‌دان بود.